# Sisto V (film)
Sisto V è un cortometraggio muto italiano del 1911 diretto e interpretato da Luigi Maggi.